# Una notte all'asilo
Una notte all'asilo (Noc w przedszkolu) è un film del 2022 diretto da Rafal Skalski.

## Trama
Un uomo interrompe le prove di uno spettacolo della scuola per evitare che il figlio della sua fidanzata venga espulso da alcuni insegnanti e alcuni genitori eccentrici.

## Distribuzione
Il film è stato distribuito in sulla piattaforma Netflix a partire dal 28 dicembre 2022.